# Phyllocycla basidenta
Phyllocycla basidenta är en trollsländeart som beskrevs av Meryle Byron Dunkle 1987. Phyllocycla basidenta ingår i släktet Phyllocycla och familjen flodtrollsländor. IUCN kategoriserar arten globalt som livskraftig. Inga underarter finns listade i Catalogue of Life.